# Patrick Connolly-Carew
Patrick Thomas Connolly-Carew (6 de marzo de 1938-Maynooth, 18 de diciembre de 2024) fue un jinete irlandés que compitió en la modalidad de concurso completo. Ganó una medalla de plata en el Campeonato Europeo de Concurso Completo de 1962, en la prueba por equipos.

## Palmarés internacional
| Campeonato Europeo | Campeonato Europeo     | Campeonato Europeo | Campeonato Europeo |
| Año                | Lugar                  | Medalla            | Categoría          |
| ------------------ | ---------------------- | ------------------ | ------------------ |
| 1962               | Burghley (Reino Unido) | Medalla de plata   | Por equipos        |